# Caralluma adscendens
Caralluma adscendens är en oleanderväxtart som först beskrevs av William Roxburgh, och fick sitt nu gällande namn av Adrian Hardy Haworth. Caralluma adscendens ingår i släktet Caralluma och familjen oleanderväxter.

## Underarter
Arten delas in i följande underarter:
- C. a. attenuata
- C. a. carinata
- C. a. fimbriata
- C. a. gracilis